# Postomino

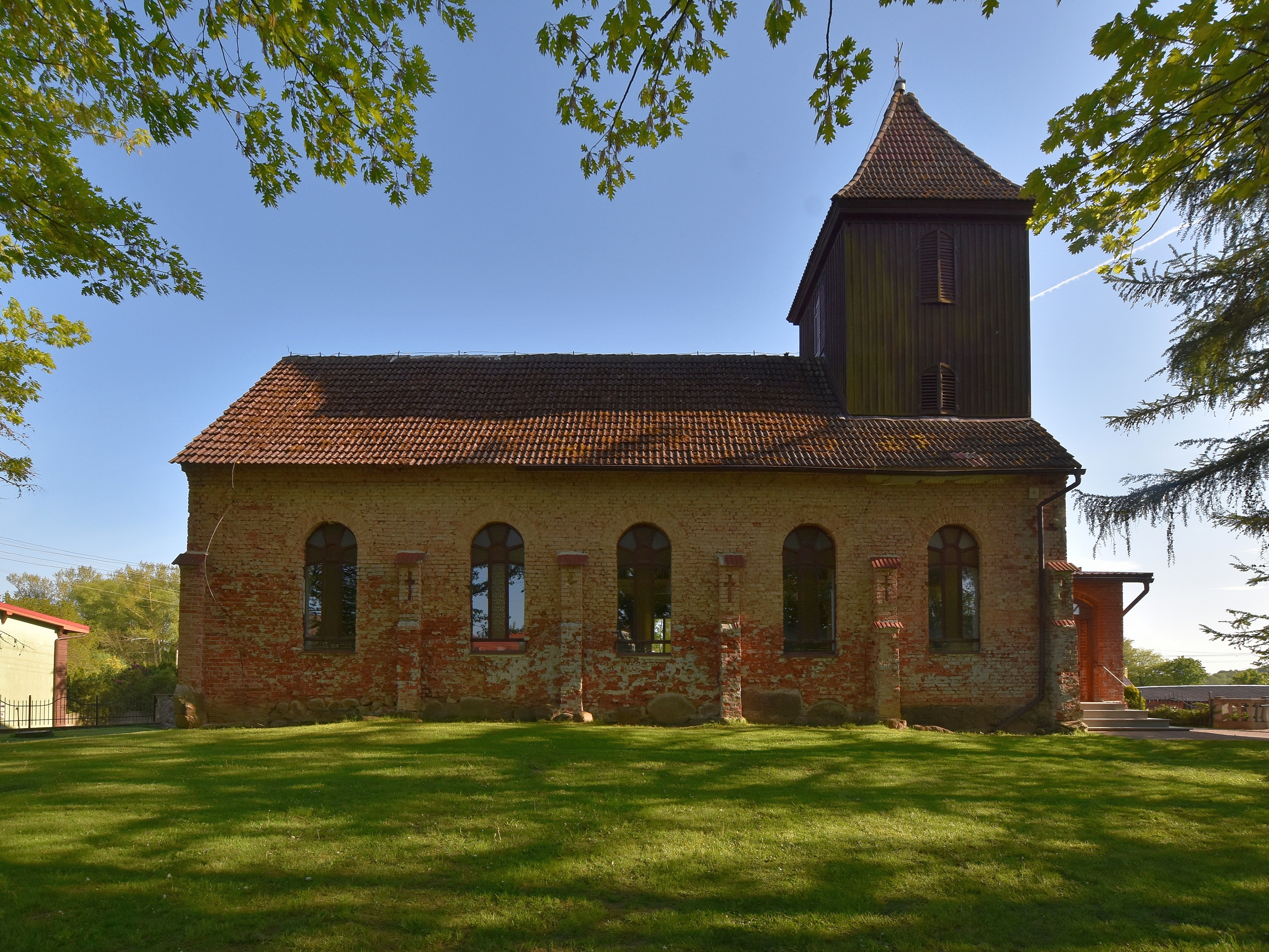
Zabytkowy kościół parafialny

Postomino (niem. Pustamin) – wieś w północnej Polsce położona w województwie zachodniopomorskim, w powiecie sławieńskim, w gminie Postomino przy drodze wojewódzkiej nr 203.
W latach 1954–1972 wieś należała i była siedzibą władz gromady Postomino. W latach 1975–1998 miejscowość administracyjnie należała do województwa słupskiego.
Miejscowość jest siedzibą gminy Postomino.
W miejscowości był przystanek kolejowy Postomino.
Zabytkami we wsi są:
- park pałacowy, pozostałość po  pałacu[4].
- kościół z 1846 w stylu wczesnego gotyku, powiększony od południa o zakrystię i drewnianą wieżę z fasadą. Część wyposażenia pozostała z wcześniejszej świątyni  m.in. ambona i chrzcielnica z XVII w[5].